# Заголовок (інформатика)
В інформаційних технологіях заголовок це додаткові дані розміщені на початку файлу або потоку даних. Під час передачі даних, інформацію після заголовка іноді називають корисним навантаженням або тілом.
Для точності синтаксичного аналізу дуже важливо, щоб заголовок відповідав чіткій і однозначній специфікації або формату.

## Приклади
- Заголовок електронної пошти: перед головним текстом (тілом), заголовок вказує відправника, одержувача, тему, мітку часу надсилання і отримання всіма (проміжними і кінцевими) поштовими серверами та ін.[1][2]
- Подібні заголовки використовуються в повідомленнях Usenet ( NNTP ) і заголовках HTTP.
- У пакеті даних, надісланому через Інтернет, заголовок передає IP-адресу відправника та одержувача та протокол, що регулює формат корисного навантаження. Формат заголовка вказано в Інтернет-протоколі.
- У пакетах даних, надісланих за допомогою бездротового зв'язку, і в секторах даних, що зберігаються на магнітних носіях, зазвичай заголовок починається з синхрослова, щоб дозволити приймачу адаптуватися до коливань аналогової амплітуди та швидкості, а також для кадрової синхронізації .
- У форматах графічних файлів у заголовку може міститися  інформація про розмір зображення, роздільну здатність, кількість кольорів тощо.
- У форматах архівних файлів заголовок файлу може служити відбитком пальця або підписом для точного визначення формату файлу та відповідної утиліти для його зчитування.
- У деяких мовах програмування (наприклад , C і C++ ) функції оголошуються у файлах заголовків .

## Дивись також
- Нижній колонтитул
- Трейлер (обчислювальний), використовується в комп'ютерних мережах
- Атрибут